# Озорков
Озорков (пољ. Ozorków) град је у Пољској у Војводству лођском. По подацима из 2012. године број становника у месту је био 20 286.

## Становништво
| 2012.  |
| ------ |
| 20 286 |